# 아틱 (사물인터넷)
아틱(영어: Artik)은 삼성이 2015년 5월 12일 발표한 사물인터넷(IoT) 플랫폼이다. 현재 ARTIK 1, ARTIK 5, ARTIK 10의 세가지 하드웨어 모듈이 공개되었으며 각각 임베디드 시스템용, 웨어러블 및 스마트홈 허브, 클라우드 서버 성능까지 지원한다.

삼성 IoT플랫폼 ‘아틱’ 사업 접었다. 디바이스솔루션(DS) 부문 시스템LSI 산하 IoT사업화팀 임직원을 대상으로 아틱 사업 청산과 관련한 공지를 마쳤다.

## 모듈 스펙
모듈 스펙은 다음과 같다.

### ARTIK 1
| AP       | Dual Core @250MHz + @80MHz           |
| 메모리   | 1MB on-chip + 4MB SPI Flash          |
| 센서     | 9축 자이로스코프센서, 가속계, 자기계 |
| 블루투스 | Bluetooth Low Energy(BLE) 4.0        |
| Display  | WVGA (800×480)                       |
| 운영체제 | Nucleus RTOS                         |
| 크기     | 12mm×12mm                            |

### ARTIK 5
| AP       | ARM A7 Dual @1GHz             |
| 메모리   | RAM 512MB LPDDR3 ROM 4GB eMMC |
| 블루투스 | BLE                           |
| Display  | 미정                          |
| 운영체제 | Yocto 1.6 (페도라)            |
| 크기     | 29×25×3.5mm                   |

### ARTIK 10
| AP       | ARM A15×4 @1.3GHz + ARM A7×4 @1.0GHz |
| 메모리   | RAM 2GB LPDDR3 ROM 16GB eMMC         |
| 블루투스 | BLE                                  |
| 와이파이 | 802.11 b/g/n                         |
| Display  | 미정                                 |
| 운영체제 | Yocto 1.6 (페도라)                   |
| 크기     | 39×29×3.5mm                          |

## 같이 보기
- 라즈베리 파이
- 아두이노
- 사물 인터넷
- 오드로이드